# Кирилычев, Юрий Александрович
Юрий Александрович Кирилычев — советский хозяйственный деятель.

## Биография
Родился в 1930 году в деревне Мухоедово. Член КПСС.
Окончил Челябинский политехнический институт.
В 1949—1963 гг. — техник-технолог, заместитель начальника, начальник цеха, в 1963—1967 гг. — начальник производства, в 1967—1978 гг. — помощник главного инженера Златоустовского металлургического завода.
В 1978—1996 гг. — директор Усть-Катавского вагоностроительного завода.
Лауреат Государственной премии СССР 1983 года закрытым Постановлением Совета Министров и ЦК КПСС.
Почетный гражданин Усть-Катава (1993), заслуженный машиностроитель РФ (1996).
Жил в Усть-Катаве.

## Награды
- Орден Октябрьской Революции (1976)
- Орден Трудового Красного Знамени (1961, 1969)